# УкрАгроКом (футбольний клуб)
«УкрАгроКом» — колишній український футбольний клуб із села Головківки Олександрійського району Кіровоградської області. Домашні матчі проводить на стадіоні «ГОЛовківський» місткістю 580 глядачів, відкритому 12 жовтня 2008 року, а також на стадіоні КСК «Ніка» починаючи з 20 липня 2013 року. Після сезону 2013–2014 був об'єднаний із ПФК «Олександрія»

## Історія
Клуб заснований 2008 року. В перший рік свого існування команда виступала у другій групі першості Кіровоградської області.
У травні 2009 року команда завоювала кубок Кіровоградської області та здобула право виступати у Кубку ААФУ, в якому дійшла до півфіналу. У чемпіонаті Кіровоградської області 2009 року команда посіла друге місце.
У 2010 році клуб вдруге поспіль виграв кубок Кіровоградської області, брав участь у Чемпіонаті ААФУ та Кубку ААФУ. Керівництво клубу оголосило про намір заявити клуб до другої ліги чемпіонату України сезону 2010/11, але клуб не пройшов ліцензування. У чемпіонаті серед аматорів клуб не вийшов з групи, а в кубку вилетів на першій стадії, однак здобув перше в історії звання чемпіона області.
Сезон 2011 року команда знову почала із перемоги в кубку області та участі в Чемпіонаті серед аматорів. Через реконструкцію стадіону в Головківці навесні 2011 року команда грала на стадіоні «Олімп» в Олександрії.
20 червня 2011 року рішенням Центральної Ради ПФЛ команді надано професіональний статус.
16 липня 2011 року команда провела перший матч на професіональному рівні. У матчі першого попереднього етапу Кубка України головківці вдома здолали краматорський «Авангард» 2:1 і пройшли до наступного етапу, де програли в додатковий час запорізькому «Металургу».
23 липня 2011 року «УкрАгроКом» зіграв перший матч у чемпіонаті України серед команд другої ліги. Удома команда перемогла хмельницьке «Динамо» з рахунком 3:0. Перший гол команди в чемпіонатах України забив Андрій Вдовіченков. В цьому сезоні команда посіла 5-те місце серед 14 команд групи А другої ліги.
Наступного сезону «УкрАгроКом» у Кубку України знову зустрівся з запорізьким «Металургом» в 1/16 фіналу і вперше в історії переміг команду української Прем'єр-Ліги — головківці перемогли 5:4 в серії післяматчевих пенальті (основний час завершився 1:1), а на наступному етапі «УкрАгроКом» поступився одеському «Чорноморцю» з рахунком 1:2. В чемпіонаті команда була переведена з групи А в групу Б. Команда стала переможцем своєї групи у другій лізі і отримала право в сезоні 2013/14 виступати в першій лізі. В матчі за абсолютне чемпіонство в другій лігі команда поступилася за сумою двох матчів чернігівській «Десні».
14 липня 2013 року «УкрАгроКом» зіграв перший матч у чемпіонаті України серед команд першій лізі. На виїзді команда поступилася донецькому «Олімпіку» з рахунком 2:4. Перший гол команди «УкрАгроКом» у першій лізі забив капітан Олександр Батраченко. 24 серпня 2013 року команда здобула першу перемогу у першій лізі в грі п'ятого туру проти «Зірки» з рахунком 0:2 на стадіоні «Зірка» в Кропивницькому, дубль оформив Олександр Ломко. 
Після завершення сезону 2013/2014, ПФК «УкрАгроКом» був об’єднаний з ПФК «Олександрія», у результаті чого виник ФК «Олександрія». З гравців ПФК «УкрАгроКом» до ФК «Олександрія» увійшли: Олександр Ломко, Віталій Пономар та В’ячеслав Койдан. З ПФК «УкрАгроКом» перейшли працювати до ФК «Олександрія»: Юрій Гура (старший тренер), Сергій Лактіонов (тренер), Володимир Максімов (тренер U-21), Вадим Яровий (спортивний директор), В'ячеслав Чебишев (фахівець зі зв’язків з громадськістю та пресою) та Віталій Альохін (масажист).
На стадіоні «Головківський» 31 липня 2015 року було відкрито кімнату-музей ПФК «УкрАгроКом», яку створив В'ячеслав Чебишев за підтримки колишнього віце-президента цього клубу Юрія Гугленка.

## Склад команди
Станом на 16 лютого 2014 року
| №            | Футболіст                          | Дата народження  | Країна   |
| Воротарі     | Воротарі                           | Воротарі         | Воротарі |
| ------------ | ---------------------------------- | ---------------- | -------- |
| 1            | Ніколаєв Олександр Ігорович        | 11 травня 1993   | Україна  |
| 50           | Науменко Сергій Сергійович         | 24 травня 1986   | Україна  |
| Захисники    |                                    |                  |          |
| 5            | Ломко Олександр Сергійович         | 3 листопада 1984 | Україна  |
| 13           | Радевич Сергій Анатолійович        | 4 січня 1984     | Україна  |
| 17           | Мамонов Данило Сергійович          | 1 березня 1984   | Україна  |
| 22           | Покосенко Олексій Вікторович       | 7 серпня 1989    | Україна  |
| 24           | Любчак Сергій Юрійович             | 15 квітня 1986   | Україна  |
| Півзахисники |                                    |                  |          |
| 6            | Койдан В'ячеслав Станіславович     | 5 липня 1994     | Україна  |
| 7            | Батраченко Олександр Миколайович   | 9 лютого 1981    | Україна  |
| 8            | Горбаненко В'ячеслав Олександрович | 22 лютого 1984   | Україна  |
| 10           | Лозовий Євгеній Вікторович         | 25 березня 1988  | Україна  |
| 14           | Скарлош Андрій Володимирович       | 25 червня 1987   | Україна  |
| 15           | Даньків Андрій Ігорович            | 23 січня 1987    | Україна  |
| 19           | Степанюк Юрій Миколайович          | 3 травня 1983    | Україна  |
| 23           | Соломка Юрій Анатолійович          | 4 січня 1990     | Україна  |
| 29           | Боровський Богдан Станіславович    | 17 вересня 1992  | Україна  |
| Нападники    |                                    |                  |          |
| 18           | Бровкін Дмитро Валерійович         | 11 травня 1984   | Україна  |
| 21           | Пономар Віталій Вадимович          | 31 травня 1990   | Україна  |
| 25           | Фальковський Євген Михайлович      | 5 лютого 1982    | Україна  |
| ?            | Шестаков Сергій Сергійович         | 12 квітня 1990   | Україна  |
| ?            | Вітер Дмитро Іванович              | 19 грудня 1983   | Україна  |

## Статистика
Станом на 20 листопада 2013 року
- Найбільша перемога: 5:0 («Реал Фарм», сезон 2011//12).
- Найбільша поразка: 0:3 («Прикарпаття», сезон 2011/12; «Шахтар» С, сезон 2012/13; «Десна», сезон 2013/14; «Нива» Т, сезон 2013/14.)

| Сезон   | Чемпіонат     | Чемпіонат | Чемпіонат | Чемпіонат | Чемпіонат | Чемпіонат | Чемпіонат | Чемпіонат | Кубок           | Кубок | Кубок | Кубок | Кубок | Кубок | Примітка |
| Сезон   | Ліга          | Місце     | І         | В         | Н         | П         | М         | О         | Етап            | І     | В     | Н     | П     | М     | Примітка |
| ------- | ------------- | --------- | --------- | --------- | --------- | --------- | --------- | --------- | --------------- | ----- | ----- | ----- | ----- | ----- | -------- |
| 2011/12 | Друга Група А | 5         | 26        | 14        | 6         | 6         | 43-25     | 48        | 2 попер. (1/32) | 2     | 1     | 0     | 1     | 2−2   |          |
| 2012/13 | Друга Група Б | 1         | 34        | 20        | 7         | 7         | 51-25     | 67        | 1/8 фіналу      | 4     | 2     | 1     | 1     | 7−5   |          |
| Всього  | Друга         | >2 сезони |           |           |           |           |           |           | >2 сезони       | 6     | 3     | 1     | 2     | 9−7   |          |

## Відомі гравці
Більшість гравців клубу мали досвід виступів за інші команди Кіровоградської області, зокрема, за кіровоградську «Зірку» та МФК «Олександрія». У 2010 році клуб також поповнила низка колишніх гравців черкаського «Ходака». Зі здобуттям професіонального статусу клуб також підписав кількох гравців з досвідом виступу в інших клубах другої та першої ліг.
Серед колишніх гравців «УкрАгроКома» досвід виступів у найвищих лігах мають: колишній гравець казахських команд «Атирау» та «Єсіль-Богатир», білоруського «Дніпра-Трансмашу» Антон Оганесов; колишній гравець «Зірки» Андрій Добрянський; колишній гравець «Зірки» та донецького «Металурга» Олександр Мизенко; Геннадій Хроль виступав за одеський «Чорноморець», львівські «Карпати» та полтавську «Ворсклу-Нафтогаз»; колишній гравець запорізького «Металурга» та «Олександрії» Олександр Батраченко; колишній гравець солігорського «Шахтаря» (Білорусь) Сергій Пономаренко, колишній гравець «Ворскли» Сергій Радевич. За команду також виступав учасник чемпіонатів Європи U-19 та U-21 Максим Зайнчковський.